# Консонанс и диссонанс
Консона́нс и диссона́нс (фр. consonance, от лат. consonantia — созвучие, согласное звучание, и фр. dissonance, от лат. dissonantia — неблагозвучие, нестройное звучание; названные латинские термины — переводы, соответственно, др.-греч. συμφωνία и διαφωνία) в теории музыки — категории гармонии, характеризующие слияние или неслияние в восприятии одновременно звучащих тонов, а также сами созвучия (интервалы, аккорды), воспринимаемые/интерпретируемые как «слитные» и «неслитные».

## Общая характеристика
Несмотря на то, что для объяснения кон- и диссонирования зачастую привлекаются математико-акустические аргументы, ни консонанс, ни диссонанс не являются абсолютными, «физическими» данностями. За исключением октавы и квинты (и конкордов, составленных из них), на протяжении тысячелетий считавшихся совершенными консонансами, качество всех прочих интервалов и многозвучий, их парные и групповые «сонантные» оппозиции неоднократно пересматривались, по-разному интерпретировались. Этот процесс продолжается и поныне.
В системе классико-романтической гармонии консонансами считаются унисон (условно относимый к интервалам), октава, квинта, кварта, большая и малая терции, большая и малая сексты, мажорное и минорное трезвучия и их обращения. К созвучиям-диссонансам относят септимы и секунды, тритон, все увеличенные и уменьшённые интервалы (в частности — энгармонически равные консонансам), а также аккорды с участием этих интервалов.
Кварта — так называемый неустойчивый консонанс — трактуется как диссонанс, если её нижний звук помещается в басу (например, во втором обращении трезвучия, квартсекстаккорде).

## Методы оценки консонанса и диссонанса
Различие между консонансом и диссонансом рассматривается в 4 аспектах:
1. математическом: консонанс — более простое отношение чисел колебаний, диссонанс — более сложное; например, чистая квинта=2:3, малая септима=5:9;
2. физическом (или акустическом): диссонансы имеют более длинные периоды повторяющихся групп колебаний звучащего тела, чем консонансы, и поэтому дают сильные биения. «Диссонансами» могут называться любые акустически резкие созвучия, включая те, что в классической гармонии классифицируются как консонансы. Волчья квинта с точки зрения музыкальной логики может быть консонансом (например, субдоминантовое трезвучие as-c-es в тональности Es-dur), но при этом именуется (не только в старинных трактатах, но и в современной «акустической» литературе) диссонансом;
3. физиологическом: консонанс ощущается как мягкое звучание, диссонанс — как заострённое, раздражающее, беспокойное;
4. психологическом: консонанс представляется устоем, выражением покоя, отсутствия стремлений, а диссонанс — неустоем, носителем напряжения, фактором движения. В европейской многоголосной музыке плавный переход от диссонанса к консонансу воспринимается как спад напряжения, вызывает психическое удовлетворение, становится важнейшим критерием эстетической оценки музыки. Отношение диссонанса и консонанса в ладу метафорически описывается как «тяготение» (от первого ко второму), а переход диссонанса в консонанс как «разрешение» (первого во второй). Чередование диссонансов-напряжений и консонансов-разрядок образует как бы «гармоническое дыхание» музыки.

## Исторический очерк
Соотношение консонанса и диссонанса всегда было важнейшей проблемой музыки. Пифагорейцы (VI—IV вв. до н. э.) проводили аналогию между консонансом (др.-греч. συμφωνία) и гармонией мира, мировым порядком (космосом), противопоставляя ему диссонанс — дисгармонию, хаос. К консонансам («симфониям») они относили октаву, квинту и кварту, квинту с октавой и двойную октаву, все остальные созвучия — к диссонансам («диафониям»). Последователи Пифагора различали консонанс и диссонанс в зависимости от числовых отношений тонов; последователи Аристоксена считали критерием консонантности «приятность» созвучий для слуха. В средневековой теории музыки для обозначения консонанса и диссонанса существовали термины «конкорданс» (лат. concordantia) и «дискорданс» (лат. discordantia); похожим термином («конкорданция») в России XVII века пользовался Н. П. Дилецкий.
В XIII веке (Иоанн де Гарландия, Франко Кёльнский) обе терции перешли в разряд консонансов; вскоре за ними последовали и обе сексты. В XIV веке (например, у Гильома де Машо) трезвучие ещё трактуется как мягкий диссонанс и нуждается в разрешении. В XV веке (например, у Антуана Бюнуа) встречаются уже параллельные трезвучия и параллельные секстаккорды (например, в фобурдонах Гиойма Дюфаи), что свидетельствует о переходе тех и других в разряд несовершенных консонансов. В XVI веке оба трезвучия полностью перешли в разряд консонансов, причём большое трезвучие рассматривалось как более «совершенное», более чистое по сравнению с малым (см. Пикардийская терция). На рубеже XVI—XVII веков диссонансы стали вводиться без приготовления консонансами (так делал, например, Монтеверди, за что он подвергся резкой критике со стороны Артузи). В позднеромантической гармонии (например, в «Тристане» Р. Вагнера), а особенно на рубеже XIX—XX веков (поздние сочинения А. Н. Скрябина, произведения композиторов новой венской школы, С. С. Прокофьева и др.) диссонанс уже не обязательно разрешается в консонанс. Примером свободного применения всех созвучий, в том числе и диссонансов, может служить «Весна священная» И. Ф. Стравинского. В музыке XX—XXI веков градация сонантности осознаётся как многоступенная (вместо двуступенной — консонанса и диссонанса): прима и октава, квинта и кварта, терции и сексты (тритон), мягкие диссонансы (м. септима, б. секунда), острые диссонансы (б. септима, м. секунда).

## Другие значения
В лингвистике и стиховедении используются термины, производные от того же корня, что и музыкальные термины консонанс/диссонанс (от лат. глаголов consono, dissono) — консонантное письмо и диссонансная рифма. См. также ассонанс (от корня assono).